# Lean on Me (single)
Lean on Me is een soulnummer dat in 1972 werd uitgebracht door Bill Withers. Het is sinds die tijd meerdere malen gecoverd door verschillende artiesten.

## Bill Withers
De single Lean on me werd een nummer een hit voor Bill Withers in de Amerikaanse Billboard Hot 100. In de Britse hitparade behaalde het een achttiende plaats. In Nederland en Vlaanderen kwam het niet tot een notering in de hitparade.
Tijdens The Passion 2023 was dit het themanummer en werd dit nummer gezongen onder de naam: Leun op mij.

### NPO Radio 2 Top 2000
Lean on Me stond alleen in 2020 in de NPO Radio 2 Top 2000, op plek 1382.

## Club Nouveau
In 1987 brachte de Amerikaanse R&B-groep Club Nouveau de succesvolste versie van het nummer uit. Het bereikte in de Amerikaanse, Canadese en Nieuw-Zeelandse hitlijsten de eerste plaats. In de Nederlandse Single Top 100 kwam het tot een vierde plaats, terwijl het in de Nederlandse Top 40 tot nummer vijf kwam. In de Vlaamse Radio 2 Top 30 kwam het nummer slechts tot een twaalfde plaats.

### Hitnoteringen

#### Nederlandse Top 40
| Hitnotering: 11-04-1987 t/m 04-07-1987 | Hitnotering: 11-04-1987 t/m 04-07-1987 | Hitnotering: 11-04-1987 t/m 04-07-1987 | Hitnotering: 11-04-1987 t/m 04-07-1987 | Hitnotering: 11-04-1987 t/m 04-07-1987 | Hitnotering: 11-04-1987 t/m 04-07-1987 | Hitnotering: 11-04-1987 t/m 04-07-1987 | Hitnotering: 11-04-1987 t/m 04-07-1987 | Hitnotering: 11-04-1987 t/m 04-07-1987 | Hitnotering: 11-04-1987 t/m 04-07-1987 | Hitnotering: 11-04-1987 t/m 04-07-1987 | Hitnotering: 11-04-1987 t/m 04-07-1987 | Hitnotering: 11-04-1987 t/m 04-07-1987 | Hitnotering: 11-04-1987 t/m 04-07-1987 | Hitnotering: 11-04-1987 t/m 04-07-1987 |
| Week:                                  | 1                                      | 2                                      | 3                                      | 4                                      | 5                                      | 6                                      | 7                                      | 8                                      | 9                                      | 10                                     | 11                                     | 12                                     | 13                                     |                                        |
| -------------------------------------- | -------------------------------------- | -------------------------------------- | -------------------------------------- | -------------------------------------- | -------------------------------------- | -------------------------------------- | -------------------------------------- | -------------------------------------- | -------------------------------------- | -------------------------------------- | -------------------------------------- | -------------------------------------- | -------------------------------------- | -------------------------------------- |
| Positie:                               | 23                                     | 16                                     | 7                                      | 7                                      | 7                                      | 7                                      | 6                                      | 5                                      | 5                                      | 5                                      | 9                                      | 16                                     | 24                                     | uit                                    |

### NederlandseSingle Top 100
| Hitnotering: 04-04-1987 t/m 25-07-1987 | Hitnotering: 04-04-1987 t/m 25-07-1987 | Hitnotering: 04-04-1987 t/m 25-07-1987 | Hitnotering: 04-04-1987 t/m 25-07-1987 | Hitnotering: 04-04-1987 t/m 25-07-1987 | Hitnotering: 04-04-1987 t/m 25-07-1987 | Hitnotering: 04-04-1987 t/m 25-07-1987 | Hitnotering: 04-04-1987 t/m 25-07-1987 | Hitnotering: 04-04-1987 t/m 25-07-1987 | Hitnotering: 04-04-1987 t/m 25-07-1987 | Hitnotering: 04-04-1987 t/m 25-07-1987 | Hitnotering: 04-04-1987 t/m 25-07-1987 | Hitnotering: 04-04-1987 t/m 25-07-1987 | Hitnotering: 04-04-1987 t/m 25-07-1987 | Hitnotering: 04-04-1987 t/m 25-07-1987 | Hitnotering: 04-04-1987 t/m 25-07-1987 | Hitnotering: 04-04-1987 t/m 25-07-1987 | Hitnotering: 04-04-1987 t/m 25-07-1987 | Hitnotering: 04-04-1987 t/m 25-07-1987 |
| Week:                                  | 1                                      | 2                                      | 3                                      | 4                                      | 5                                      | 6                                      | 7                                      | 8                                      | 9                                      | 10                                     | 11                                     | 12                                     | 13                                     | 14                                     | 15                                     | 16                                     | 17                                     |                                        |
| -------------------------------------- | -------------------------------------- | -------------------------------------- | -------------------------------------- | -------------------------------------- | -------------------------------------- | -------------------------------------- | -------------------------------------- | -------------------------------------- | -------------------------------------- | -------------------------------------- | -------------------------------------- | -------------------------------------- | -------------------------------------- | -------------------------------------- | -------------------------------------- | -------------------------------------- | -------------------------------------- | -------------------------------------- |
| Positie:                               | 49                                     | 15                                     | 10                                     | 9                                      | 6                                      | 6                                      | 5                                      | 4                                      | 6                                      | 6                                      | 6                                      | 11                                     | 21                                     | 30                                     | 39                                     | 52                                     | 84                                     | uit                                    |

### VlaamseRadio 2 Top 30
| Hitnotering: 18-04-1987 t/m 23-05-1987 | Hitnotering: 18-04-1987 t/m 23-05-1987 | Hitnotering: 18-04-1987 t/m 23-05-1987 | Hitnotering: 18-04-1987 t/m 23-05-1987 | Hitnotering: 18-04-1987 t/m 23-05-1987 | Hitnotering: 18-04-1987 t/m 23-05-1987 | Hitnotering: 18-04-1987 t/m 23-05-1987 | Hitnotering: 18-04-1987 t/m 23-05-1987 |
| Week:                                  | 1                                      | 2                                      | 3                                      | 4                                      | 5                                      | 6                                      |                                        |
| -------------------------------------- | -------------------------------------- | -------------------------------------- | -------------------------------------- | -------------------------------------- | -------------------------------------- | -------------------------------------- | -------------------------------------- |
| Positie:                               | 21                                     | 12                                     | 13                                     | 17                                     | 17                                     | 24                                     | uit                                    |

## Glee Cast
In 2009 maakte de Glee Cast hun versie in de vorm van een ballade. Het nummer werd in de tiende aflevering van het eerste seizoen van de televisieserie Glee gezongen door Finn en Quinn. Het nummer stond slechts een week genoteerd op nummer honderd in de Nederlandse Single Top 100.

### NederlandseSingle Top 100
| Hitnotering: 30-10-2010 | Hitnotering: 30-10-2010 | Hitnotering: 30-10-2010 |
| Week:                   | 1                       |                         |
| ----------------------- | ----------------------- | ----------------------- |
| Positie:                | 100                     | uit                     |

## Andere uitvoeringen
- Andere uitvoeringen kwamen van Mud (1976), Al Jarreau (1985), dc Talk (1992), Michael Bolton (1993), Bonnie Tyler (1999), Anne Murray (1999), The Temptations en Darlene Love.
- 2-4 Family maakte in 1998 een hiphopversie.
- Tijdens de eerste lockdown in 2020 nam reggaeband UB40 (ft. Ali Campbell) een cover op met een keur aan bevriende artiesten, waaronder pianist Jools Holland en Madness-zanger Suggs. Campbell draagt behalve reggae ook soulmuziek een warm hart toe en zei een groot fan te zijn van Withers.
- In de finale van seizoen 1 van de animatieserie Amphibia werd het refrein van het lied gebruikt in de slotscène na het gevecht tussen Anne en Sasha.
- In 2021 werd het lied opgenomen voor een verzekeringsreclame.
- In 2023 werd een Nederlandse uitvoering van het lied ten uitvoering gebracht als slotstuk van The Passion 2023, getiteld Leun op mij.